# Lagoa Grande do Maranhão
Lagoa Grande do Maranhão és un poble municipalitat en l'Estat de Maranhão a la Regió del nord-est de Brasil.